# Dion (bướm nhảy)
Dion là một chi bướm ngày thuộc họ Bướm nâu.